# Carl Ikeme
Carl Onora Ikeme (ur. 8 czerwca 1986) – nigeryjski piłkarz występujący na pozycji bramkarza.

## Kariera
Ikeme rozwinął i wychował się w akademii Wolves. Trafił do niej w 2003 roku. Z powodu kontuzji często przesiadywał na ławce rezerwowych lub był nieobecny.

### Pierwsze wypożyczenia
Aby móc grać, Ikeme udał się na wypożyczenie do Accrington Stanley w 2004 roku. W barwach tej drużyny rozegrał 3 mecze ligowe. Zadebiutował 16 października 2004 roku. Następnie bramkarz udał się na wypożyczenie do Stockport County. Był podstawowym bramkarzem, jednak kontuzja ręki przerwała jego grę w pierwszym zespole.

### Występy w Wolves

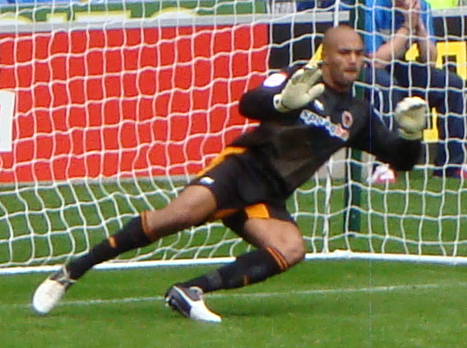
Carl Ikeme

23 sierpnia 2005 Ikeme zagrał pierwszy mecz dla Wolverhampton. Był to wygrany 5-1 mecz z Chester City w Pucharze Ligi Angielskiej. Choć często przesiadywał tylko na ławce rezerwowych, na drugi mecz musiał czekać do 26 sierpnia 2006 roku. W sezonie 2006-07 doznał kontuzji która na dłuższy czas wykluczyła go z gry. We wrześniu 2008 roku Ikeme pojawił się w pierwszym składzie „Wilków” po tym jak do gry nie był zdolny Wayne Hennessey.

### Długie wypożyczenia
Ikeme został wypożyczony do Charlton Athletic, który występował w League One. Po odbytym wypożyczeniu w Charlton udał się na krótki okres do Sheffield United, które grało w Championship. W styczniu 2010 Ikeme w ramach wypożyczenia zasilił Queens Park Rangers. W barwach tej drużyny rozegrał 17 spotkań. W sierpniu 2010 został wypożyczony do Leicester City, ponieważ ich bramkarz Chris Weale był kontuzjowany. Resztę sezonu spędził na ławce rezerwowych w Wolverhampton. W sierpniu 2011 dołączył do Middlesbrough. W 10 meczach zachował 6 czystych kont. Po pobycie w Middlesbrough Ikeme został zauważony przez klub Doncaster Rovers. Po wygaśnięciu umowy z Doncaster został wypożyczony do tego klubu w marcu 2012.

### Powrót do bramki„Wilków”
Sezon 2012/13 Ikeme rozpoczął jako pierwszy bramkarz drużyny. Wolves spadło z Championship. Po kontuzji zachował miejsce w pierwszym składzie. Jego kontrakt obowiązuje do lata 2015 roku.
W sezonie 2014/15 został zgłoszony z numerem 1 do rozgrywek. 6 lipca 2017 roku z powodu białaczki musiał wstrzymać swoją karierę zawodową. W 2018 roku zakończył karierę sportową z powodu zaleceń lekarzy.

## Sukcesy
Wolerhampton Wanderers
- Football League Championship (zwycięstwo): 2008/2009
- Football League One (zwycięstwo): 2013/2014

Indywidualne
- Drużyna Football League One: 2013/2014[6]